# シーソー

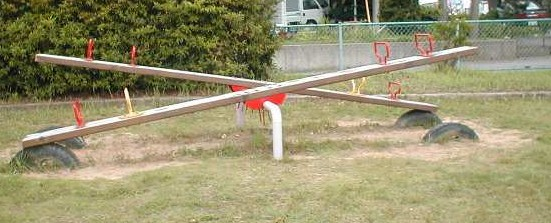
公園のシーソー

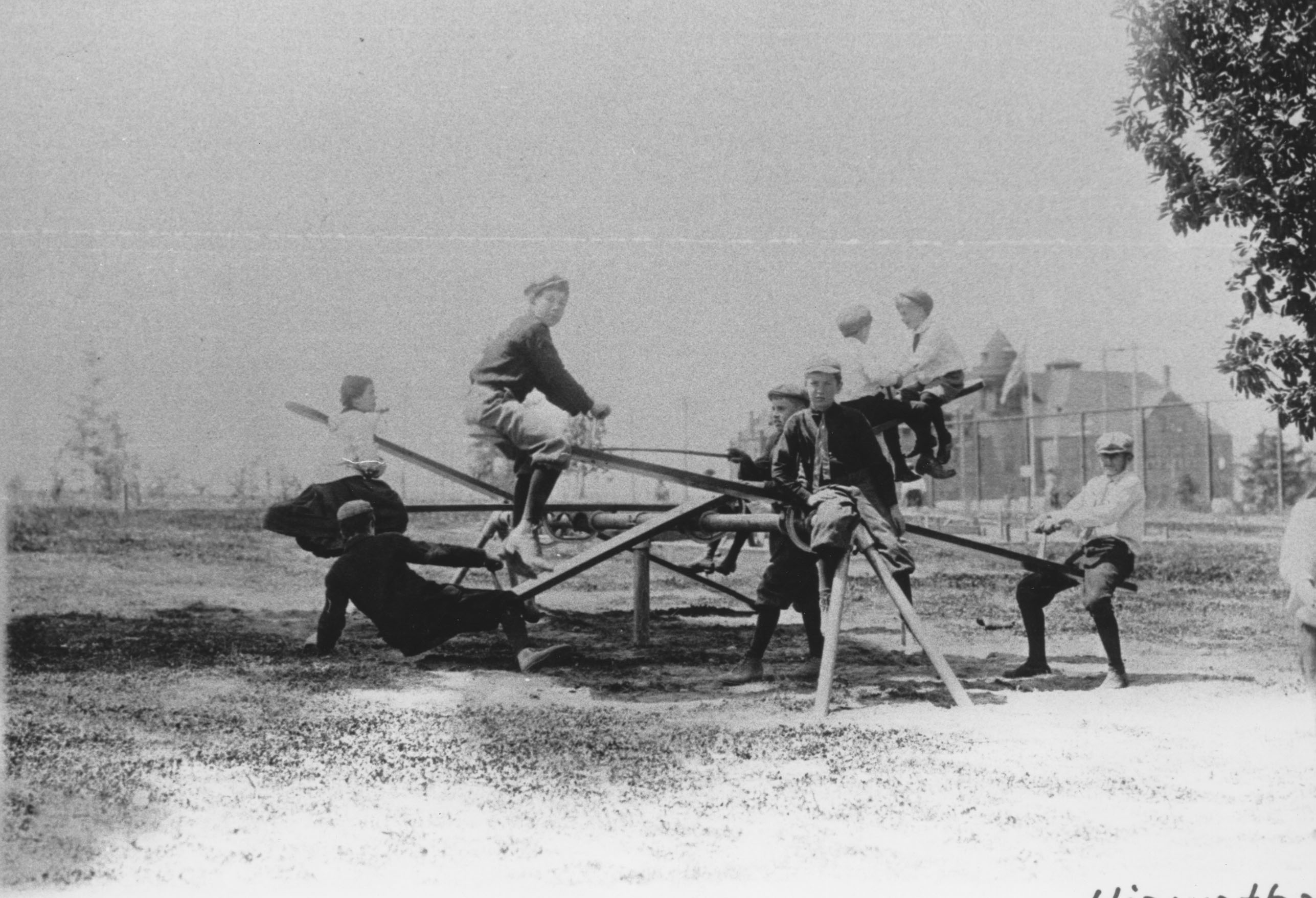
シーソーで遊ぶ子供たち(1912年)

シーソー（Seesaw）とは、長い板の中心を支点にして遊具の両端にそれぞれ人が乗り（腰かけまたは両手でぶら下がり）上下運動を繰りかえして遊ぶ遊具。

## 概要
主に公園に設置されており、子供の遊びとして親しまれている。ヨーロッパでは、17世紀ごろ土を積んだ上に木を置いて行われた。18世紀には4人乗りの十字型のものができたとされる。日本では少なくとも昭和初期には、児童遊園における体育施設の設置すべき遊具としてあげられている。通称として「ぎったんばっこん」あるいは「ぎっこんばったん」「ばったんこ」などと呼ばれる。（この通称については、地域によって「ぎったんばったん」「ぎっこんばっこん」等さまざまなバリエーションがある。ちなみにこの「ぎっこんばったん」は踏鞴製鉄で炉に空気を送り込む大きな足踏み式鞴で左右交互に板を踏む様子からきているとされる。）
シーソーでは握り棒などへの衝突といった事故も報告されており、重い症状の割合が他の公園遊具に比べ高いことも報告されている。よって設置・管理においては衝撃緩和などについて安全対策が必要とされる  。
なお、スポーツの試合で両側が点を取り合う、抜きつ抜かれつの試合をシーソーゲームという。

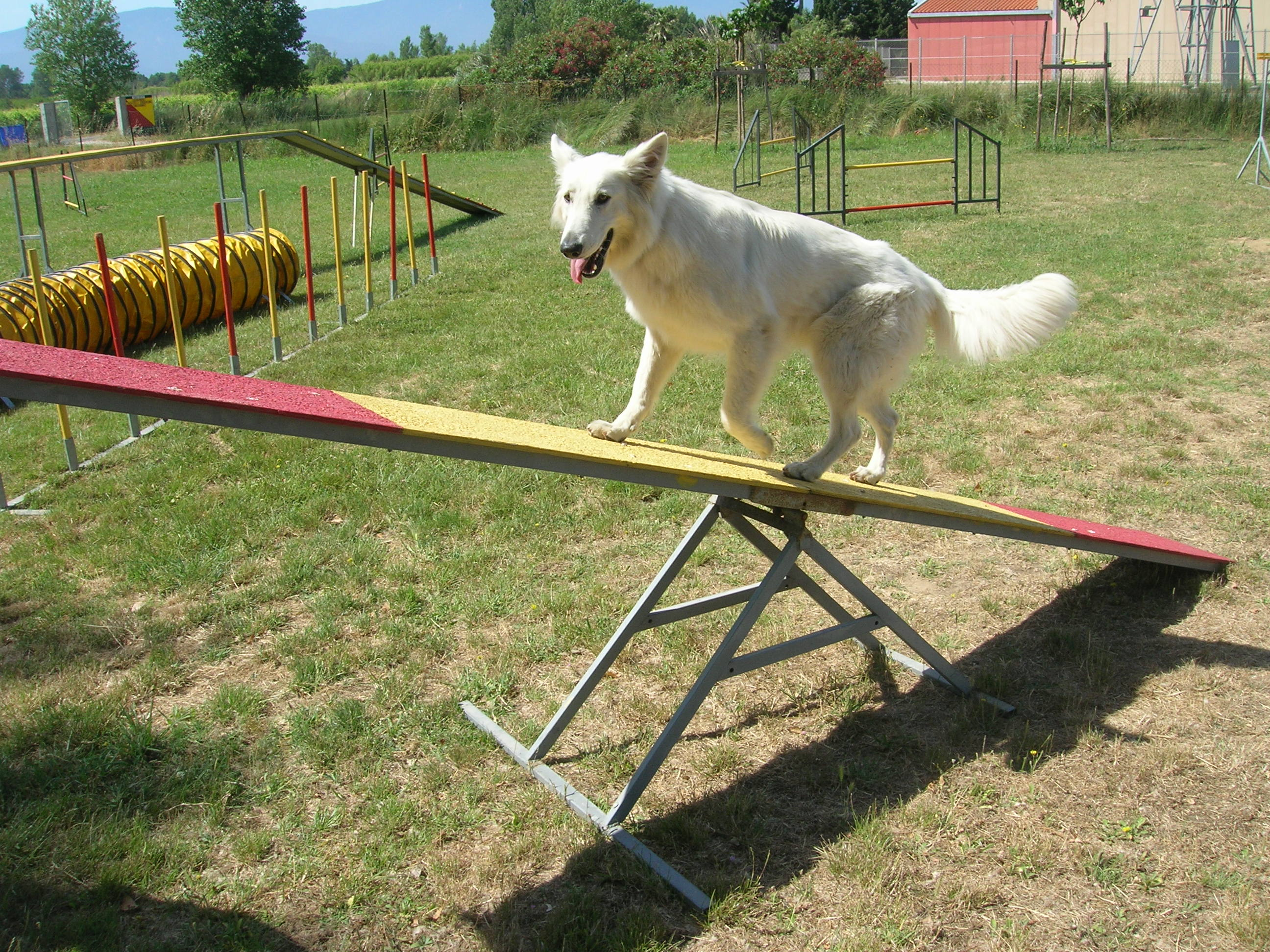
犬とシーソー (1→2→3→4)
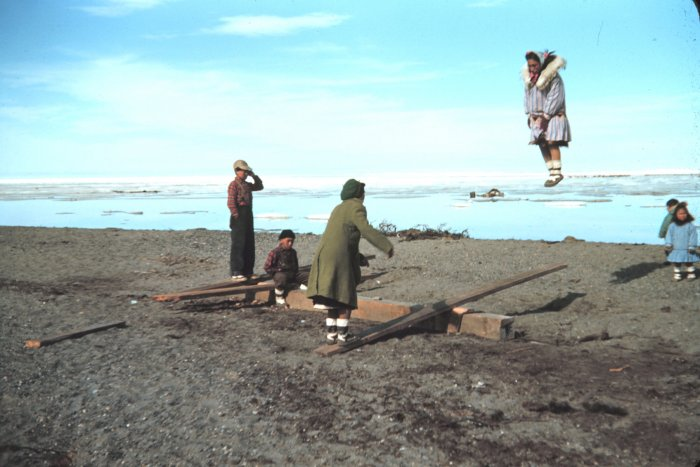
片側の人を飛ばした状態

## 種類

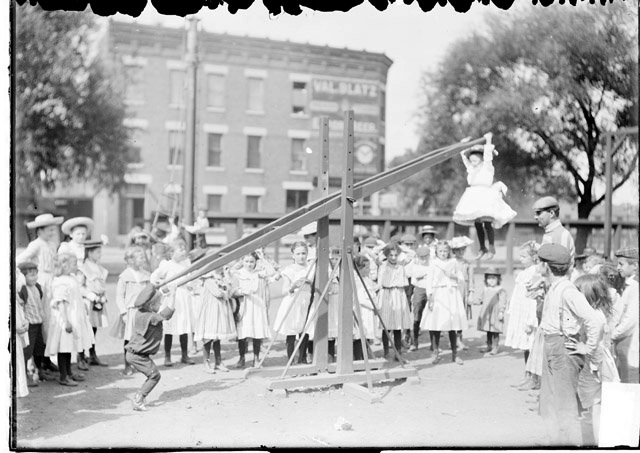
ブラ下がりシーソー

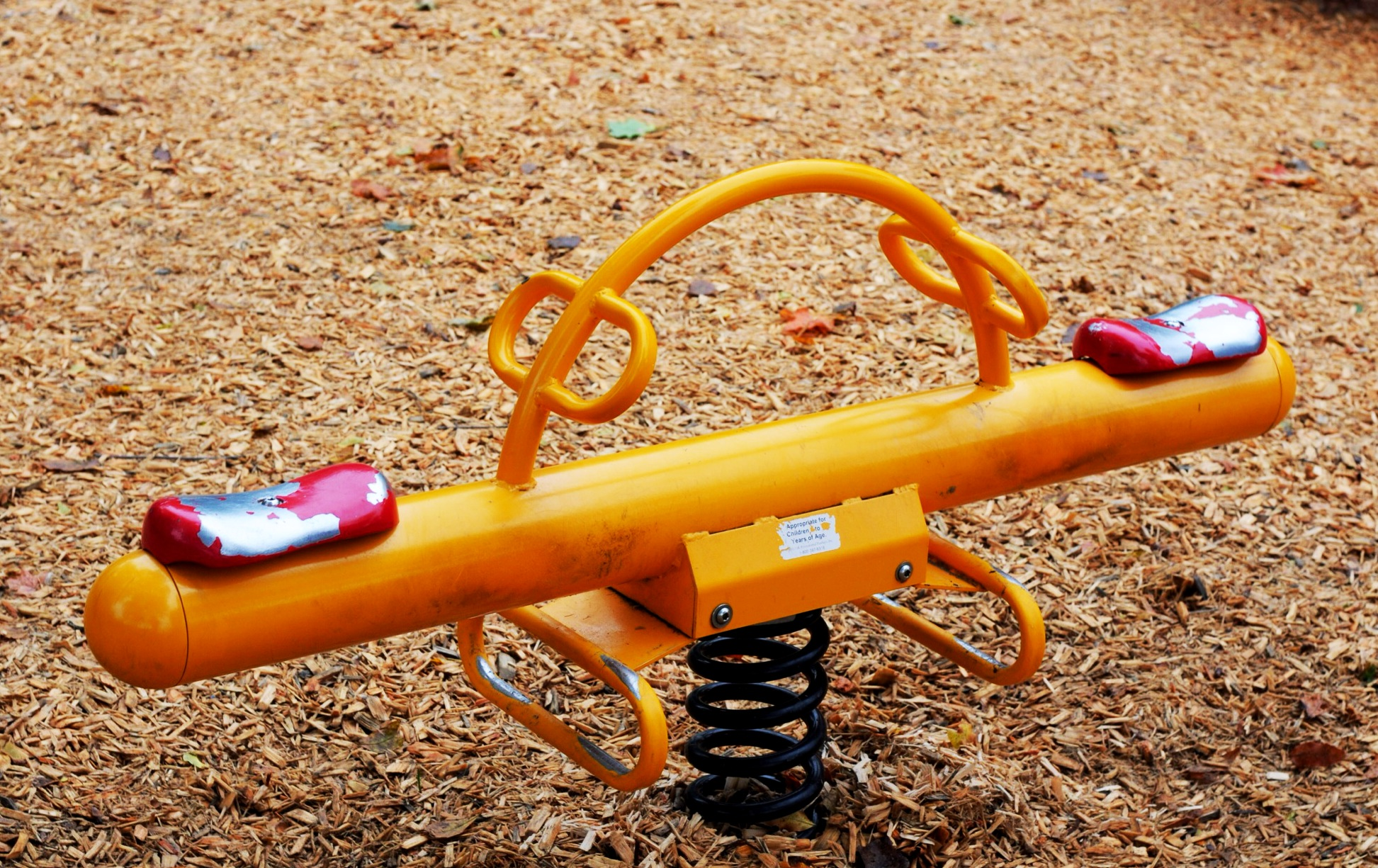
支点にばねを用いたシーソー

支点シーソー、ぶら下がりシーソー、ばねシーソーなどの種類がある。

### 支点シーソー
一枚の板の両端にそれぞれ人が座り、それぞれの人が交互に地面を蹴って上下運動を繰りかえして遊ぶもの。
通常、シーソーには、板の両端から支点よりに数十cmの位置にハンドルがついており、このハンドルを掴むことによって安全に遊ぶことができる。ハンドルが複数ついているものでは、片側に複数人乗ることができるほか、体重の異なる子供同士が異なる位置のハンドルに掴まることで、てこの原理で同じ体重であるかのように遊ぶこともできる。
また、板の両端直下の地面に、板が接地する時の衝撃を緩和するために古タイヤなどをクッションとして埋設する場合もある。

### ブラ下がりシーソー
握る部分が高い位置にあり、その両端にそれぞれ人がぶら下がって上下運動を繰りかえして遊ぶもの。回転するものは特に回転シーソーという。

### ばねシーソー
ばねの力で上下運動を行うもの。